# 返信/シンクロニシティ (素敵な偶然)
「返信 / シンクロニシティ (素敵な偶然)」（へんしん シンクロニシティ すてきなぐうぜん）は、竹内まりやの32枚目のシングル。2006年9月6日にMOON RECORDSより発売された。

## 概要
約5年ぶりのシングルであり、作品の発表自体もカバー・アルバム『Longtime Favorites』以来3年ぶりである。
「返信」は、映画『出口のない海』のために書き下ろされた曲で、重く悲しい思いを秘めながらも、力強く前へと向かうことや人を思う気持ちの大切さを表現したミディアムバラード。演奏に参加した佐橋佳幸によるスパニッシュ・ギターもこの曲の特徴である。ミュージック・ビデオも制作され、『出口のない海』の出演者である上野樹里が出演しており、ビデオ自体がひとつの物語のような仕上がりになっている。
「シンクロニシティ（素敵な偶然）」は「返信」とは反対に、小気味良いカントリーロックである。センチメンタル・シティ・ロマンスのメンバーを迎え、彼らに山下達郎と伊藤広規が加わった演奏をバックに竹内が歌っている。この曲もミュージック・ビデオが制作されており、竹内本人と山下達郎と夫妻の愛犬、そしてセンチメンタル・シティ・ロマンスが出演し、円を囲み歌っている。また、このビデオは映像に映り込む山下を見ることができる数少ない作品の一つである。

## 収録曲
| 全作詞・作曲: 竹内まりや。 |                                                                            |            |            |                                             |      |
| #                          | タイトル                                                                   | 作詞       | 作曲・編曲 | 編曲                                        | 時間 |
| 1.                         | 「返信」(松竹配給映画『出口のない海』主題歌)                               | 竹内まりや | 竹内まりや | 山下達郎                                    | 4:42 |
| 2.                         | 「シンクロニシティ (素敵な偶然)」(明治製菓「アーモンドチョコ」TV-CMソング) | 竹内まりや | 竹内まりや | 山下達郎 & センチメンタル・シティ・ロマンス | 5:14 |
| 3.                         | 「返信（オリジナル・カラオケ）」                                           | 竹内まりや | 竹内まりや |                                             | 4:41 |
| 4.                         | 「シンクロニシティ (素敵な偶然)（オリジナル・カラオケ）」                  | 竹内まりや | 竹内まりや |                                             | 5:14 |

## レコーディング・メンバー

### 返信
- 山下達郎 : Computer Programming, Drums, Electric Guitar, Acoustic Guitar, Keyboards & Percussion
- 佐橋佳幸 : Nylon Strings Guitar
- 竹内まりや : Background Vocals
- 橋本茂昭 : Computer Programming & Synthesizer Operation

### シンクロニシティ (素敵な偶然)
- 山下達郎 : Acoustic Guitar, Electric Guitar, Electric Piano, Glocken, Percussion & Background Vocal
- 野口明彦 : Drums
- 伊藤広規 : Electric Bass
- 中野督夫 : Electric Guitar & Background Vocal
- 告井延隆 : Pedal Steel Guitar & Background Vocal
- 細井豊 : Acoustic Piano & Background Vocal

## 収録アルバム
- 『Denim』（1. 2.）
- 『Expressions』（1.）
- 『Turntable』（2.）